# Zuhause (Christmas Time)
Zuhause (Christmas Time) (englisch für „Zuhause (Weihnachtszeit)“) ist ein Weihnachtslied der deutschen Pop- und Schlagersängerin Vanessa Mai aus dem Jahr 2020. Das Lied entstand in Zusammenarbeit mit Amazon Music und diente als offizieller Weihnachtshit der Marke desselben Jahres.

## Entstehung und Artwork
Das Lied wurde gemeinsam von den beiden Deutschen Jules Kalmbacher und Jens Schneider geschrieben sowie produziert. Während Vanessa Mai hierbei erstmals mit Schneider zusammengearbeitet hat, hatte Kalmbacher bereits als Autor und Produzent der beiden Titel Hast du jemals und Spiegel, Spiegel ihres vorangegangenen Studioalbums Für immer (2020) mitgewirkt. Kalmbacher gab an, dass Amazon Music an ihn und sein Produzententeam bezüglich des Weihnachtsliedes 2020 herangetreten sei und er Mai vorgeschlagen habe, da er unter anderem von ihrer Leidenschaft für Weihnachten gewusst habe. Die Aufnahmen erfolgten in der Kleinen Audiowelt in Sandhausen.
Auf dem Frontcover der Single ist – neben der Interpretenangabe – Mai zu sehen. Sie trägt eine weiße Hose, ein silbernes Top und posiert mit den Armen über ihrem Kopf, während sie ihren Blick zu Boden gerichtet hat. Hinter ihr sieht man leuchtende Engelsflügel, die aber nicht von ihr getragen werden. Auf dem Originalcover befindet sich der Hinweis „Amazon Original“, auf dem Alternativcover wurde dieser durch den Titel ersetzt. Die Fotografie selbst entstand bei den Dreharbeiten zum dazugehörigen Musikvideo.

## Veröffentlichung und Promotion
Die Erstveröffentlichung von Zuhause (Christmas Time) erfolgte als Single am 12. November 2020. Diese erschien als digitaler Einzeltrack zum Download und Streaming bei Ariola (Katalognummer: 88644887823). Für den Vertrieb zeichnete Sony Music zuständig; verlegt wurde das Lied durch BMG Rights Management und Good Kid Publishing. Ursprünglich war die Single als Amazon-Music-Original erschienen, stand später jedoch auch bei anderen Online-Musikdiensten zur Verfügung.
Um das Lied zu bewerben, schaltete Amazon Music am Tag der Singleveröffentlichung einen Werbespot am Times Square in New York City. Darüber hinaus erfolgten mehrere Liveauftritt zur Hauptsendezeit, so unter anderem in der Eurovisionsshow Verstehen Sie Spaß? am 18. Dezember 2021 oder auch der ZDF-Show Weihnachten mit Jonas Kaufmann am Heiligabend 2021.

## Hintergrund
Bei Zuhause (Christmas Time) handelt es sich bereits um Vanessa Mais vierte Weihnachtssingle. Ihre erste Single mit Bezug zu Weihnachten erschien im Dezember 2015 mit Ein Engel in der Weihnachtszeit. In der Zwischenzeit folgten Stille Nacht, heilige Nacht (Dezember 2016) und Letzte Weihnacht (Dezember 2017). Im Gegensatz zu den vorherigen Singleauskopplungen wurde diese Veröffentlichung von der Dokumentation Zuhause (Eine Mainachtsgeschichte) sowie der Webshow Staying Home for Christmas mit Vanessa Mai begleitet.

### Zuhause (Eine Mainachtsgeschichte)
In Kooperation mit Amazon Music entstanden, neben der Single, weitere Projekte, so die 15-minütige Mini-Dokumentation: Zuhause (Eine Mainachtsgeschichte). Diese feierte ihre Premiere auf dem YouTube-Kanal von Amazon Music am 27. November 2020. Zu sehen sind unter anderem Vanessa Mai zusammen mit ihrem Ehemann Andreas Ferber und ihrer Mutter, die sich zu Hause auf Weihnachten vorbereiten. Es zeigt aber auch alte Fotos von Vannesa Mai, Szenen vom Musikvideodreh sowie von der Entstehung im Tonstudio. Begleitet wird die Dokumentation mit Kommentaren von Ferber und Mai, die über ihr Weihnachtsfest beziehungsweise ihre Weihnachtszeit sprechen, wie sie Weihnachten mit der Familie feiern, und über die Aktion „Mainachten“, in der jedes Jahr einige Fans als Dankeschön für die Unterstützung beschenkt werden. Die Dokumentation entstand unter der Regie von Florian Kaiser.

### Staying Home for Christmas mit Vanessa Mai
Am 6. Dezember 2020 erschien die 90-minütige Show Staying Home for Christmas mit Vanessa Mai, in der sie Gäste zu Gesang, Tanz und Talk eingeladen hatte. Als Komoderatorin während der gesamten Show fungierte Viviane Geppert. Als Studiogäste begrüßten die beiden Chris Cronauer, mit dem Mai ein Weihnachtsmedley sang; Joel Brandenstein, mit dem Mai das gemeinsame Lied Der Himmel reißt auf sang; Anelia Janeva, die zusammen mit Geppert und Mai zu Rudolph, the Red-Nosed Reindeer tanzte, sowie Lary, die einen eigenen Titel präsentierte. Die Show endete mit einem Liveauftritt von Mai, die eine Akustikversion von Zuhause (Christmas Time) präsentierte. Darüber hinaus waren Florian Speckardt, Trymacs, Wilson Gonzalez Ochsenknecht, Cheyenne Pahde, Falco Punch und Fourty per Videokonferenz zu sehen. Die Show wurde über Amazon Music und die Streamingplattform Twitch übertragen.

## Inhalt
| „Oh-oh-oh-oh. Ich komm wieder nach Hause. It’s Christmas Time. Oh-oh-oh-oh. Ich komm wieder nach Hause. It’s Christmas Time.“ – Refrain, Originalauszug | Der Liedtext zu Zuhause (Christmas Time) ist überwiegend in deutscher Sprache verfasst, einzige Ausnahme ist die mehrfach vorkommende Zeile „It’s Christmas Time“ (englisch für „Es ist Weihnachtszeit“). Sowohl die Musik als auch der Text wurden gemeinsam von Jules Kalmbacher und Jens Schneider komponiert beziehungsweise geschrieben. Musikalisch bewegt sich das Lied im Bereich der Popmusik, stilistisch im Bereich des Popschlagers. Das Tempo beträgt 88 Schläge pro Minute. Die Tonart ist Cis-Dur. Inhaltlich handelt es sich hierbei um ein Weihnachtslied, in dem Mai vom durchgeplanten und stressigen Alltag inmitten des Jahres singt („Dreh’n uns im Karussell das ganze Jahr, machen keine Pausen, alles durchgeplant“). Sie wisse jedoch einmal im Jahr anzuhalten, um zurück an den Ort zu kehren, an dem alle auf sie warten würden („Doch ich weiß einmal im Jahr (…) fahr zurück an den Ort, wo sie auf mich warten“). Des Weiteren erinnert sie sich daran, als es leichter gewesen sei, alle tagelang unter einem Dach zu versammeln („Ich erinner mich daran, als es leichter war, alle unter ei’m Dach, zusamm’n tagelang“). Es gebe nichts Besseres, als sich Zeit zu schenken, deshalb bedauere sie den seltenen Kontakt zu vielen Menschen („Es gibt nichts Besseres, als sich Zeit zu schenken“). In einem Interview mit der Gala beschrieb Mai selbst den Inhalt wie folgt: „Es geht darum, dass man in der Weihnachtszeit entschleunigt und man das Jahr über viel zu wenig Zeit hat um abzuschalten. Jeder hat irgendwie sein Päckchen zu tragen, aber wenn Weihnachten vor der Tür steht, steht die Zeit irgendwie still und man besinnt sich.“ |

Aufgebaut ist das Lied aus einem Intro, zwei Strophen, einem Refrain und einer Bridge. Es beginnt mit dem Intro, das sich aus einem Teil des Refrains zusammensetzt. An dieses schließt sich die erste Strophe an, die als Sechszeiler verfasst wurde. Auf die erste Strophe folgte zunächst der vierzeilige Prechorus, ehe der eigentliche Refrain einsetzt. Dieser besteht aus einem sich wiederholenden Dreizeiler. Der gleiche Aufbau wiederholt sich mit der zweiten Strophe. Nach dem zweiten Refrain setzt als musikalisches Zwischenstück die Bridge ein, die lediglich aus zwei Zeilen besteht: „Ich tu so, als müsst ich nie wieder geh’n / Und vergess, was vielleicht morgen passiert“. Danach endet das Lied mit dem dritten Refrain, der durch eine Wiederholung in einer erweiterten Fassung dargeboten wird.

## Musikvideo
Das Musikvideo zu Zuhause (Christmas Time) feierte seine Premiere auf der Videoplattform YouTube am 3. Dezember 2021. Dieses zeigt Vanessa Mai, die das Lied an verschiedenen Orten singt. Man sieht sie dabei unter anderem vor leuchtenden Engelsflügeln, während es schneit, in einer Art Schneekugel, bei den Tonaufnahmen mit den anderen Musikern und ihren Produzenten oder dem Schmücken des Weihnachtsbaumes mit Kindern. Mai selbst beschrieb das Video als: „kitschige klassische Weihnachts-American-Story“.
Mit Ausnahme der Aufnahmen aus dem Tonstudio wurden die Szenen im AEON Studio in Hanau gedreht. Regie führte, wie bei diversen Vanessa-Mai-Videos zuvor, erneut der Mannheimer Filmemacher Mikis Fontagnier von Tyson’s Land. Die Gesamtlänge des Videos beträgt 3:27 Minuten. Bis Dezember 2023 zählte es über 280.000 Aufrufe bei YouTube.

## Mitwirkende
| Liedproduktion: - Jules Kalmbacher: Komposition, Liedtext, Musikproduktion - Vanessa Mai: Gesang - Jens Schneider: Komposition, Liedtext, Musikproduktion Unternehmen: - Ariola: Musiklabel - BMG Rights Management: Musikverlag - Good Kid Publishing: Musikverlag - Kleine Audiowelt: Tonstudio - Sony Music: Vertrieb | Musikvideo: - Sunny Bizness: Aufnahmeleitung, Filmproduktion - Chris Bodenstein: Lichtassistenz - Georgia Dimitriou: Schminke - Gabriel York Dubisch: Oberbeleuchtung - Avelin Dziengue: Set-Runner - Harold Dziengue: Set-Runner - Mikis Fontagnier: Drehbuch, Regie, Postproduktion - Hoker One: Lettering - Anelia Janeva: Schminke, Styling - Marc Lorenz: Lichtgestaltung - Rafael Mills: Set-Runner - Misha: Bühnenassistenz, Lichtassistenz - Tobias Rupp: Kamera - Jannic Sabo: Kameraassistenz |

## Rezensionen
Dem privaten Hörfunkprogramm Barba Radio gefalle Zuhause (Christmas Time); und man sei der Meinung, dass das Lied bereits im November für Weihnachtsstimmung sorge.